# 神津島村立神津中学校
神津島村立神津中学校（こうづしまそんりつ こうづちゅうがっこう）は、東京都神津島村に所在する公立（村立）の中学校。

## 生徒
生徒数 - 62人
- 1年生 - 22人
- 2年生 - 23人
- 3年生 - 17人
- 特別支援学級（内数）- 2人

2018年（平成30年）5月1日現在

## 教職員
- 教員（本務者）- 18人
- 職員（本務者） - 4人

2018年（平成30年）5月1日現在

## 沿革
- 1947年（昭和22年）5月10日 - 神津島村立神津中学校が開校する。

## 部活動・同好会
- サッカー部
- バドミントン部
- バレー部
- 陸上部
- 音楽同好会
- 写真同好会
- 美術同好会
- チャレンジ同好会